# Rivolta cosacca del 1670
La rivolta cosacca del 1670, chiamata anche rivolta dei cosacchi di Sten'ka Razin, fu una rivolta cosacca, appoggiata in seguito dai contadini, capeggiata da Sten'ka Razin tra il 1667 e il 1671 contro il crescente controllo centrale dello zar e le politiche di oppressione sociale ed economica.

## Cause
Alessio I Romanov avviò una politica di centralizzazione del potere estendendo il controllo statale su aree periferiche come la regione dei cosacchi del Don. Il peggioramento inoltre delle condizioni dei contadini in seguito all'introduzione nel 1649 della servitù della gleba e ad un inasprimento della pressione fiscale, fece sì che la rivolta, inizialmente cosacca, si tramutasse in una sommossa popolare. 

## Fasi principali della rivolta

### Le incursioni (1667-1669)
Nel 1667, Sten'ka Razin iniziò la sua ribellione con un gruppo di cosacchi del Don, compiendo incursioni lungo il fiume Volga e il Mar Caspio. Razin attaccò le carovane commerciali, le città e le navi zariste, guadagnandosi una reputazione di ribelle e liberatore.
Nel 1669 Razin conquistò la città persiana di Bandar-e-Anzali, accumulando ricchezze e reclutando nuovi seguaci.

### Rivolta popolare (1670-1671)
Nel 1670 Razin lanciò un appello agli oppressi, attirando migliaia di contadini, servi fuggitivi e altri diseredati, proclamandosi difensore dei poveri contro i boiardi e il governo zarista: la sua rivolta si trasformò in una vera e propria guerra sociale.
Razin conquistò diverse città lungo il Volga, tra cui Astrachan', Samara e Saratov, in cui abolì le tasse e distribuì ricchezze ai poveri.

### Repressione e fine della rivolta
Lo zar Alessio I mobilitò l'esercito per sopprimere la ribellione. Dopo una serie di scontri, le truppe zariste riconquistarono il controllo delle città lungo il Volga.
Nel 1671 Razin fu tradito dai suoi stessi seguaci, catturato e consegnato alle autorità. Il 6 giugno 1671, Razin fu giustiziato a Mosca in piazza Bolotnaya tramite squartamento, segnando la fine della rivolta.

## Conseguenze
Dopo la rivolta, il governo zarista intensificò il controllo sui cosacchi e sulle regioni periferiche. La loro autonomia fu ridotta, ma nonostante ciò continuarono a rappresentare una forza militare importante.
Sten'ka Razin divenne un simbolo della lotta contro l'oppressione e un eroe nazionale.